# Байгуші

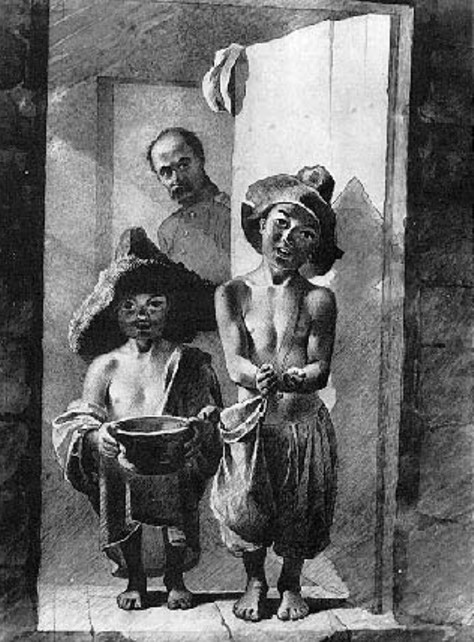
Байгуші. Тарас Шевченко

Байгуші, іноді джатаки (башк. байғош, каз. байғұс) — застаріла категорія населення в башкирському, казахському та киргизькому суспільстві. Байгуш — злидар, зубожілий кочівник; в перекладі з казахської, татарської, узбецької,  — бідняк; інше значення — віддалений хутірець, займанщина.

## Історія
В Башкортостані байгушами називали категорію залежного населення, що не мало власного господарства і наймалося до баїв за мінімальну платню. У XIX столітті увійшли до стану батраків. Зникли на початку 1930-х років, під час колективізації. Байгушами також називають чоловіків середнього віку без родини, житла та постійного заробітку.
В Казахстані байгушами називалася найбільш пауперизована частина суспільства, збіднілі казахи, що наймалися до прилінійних станичних козаків. За мізерну платню вони орали, випасали худобу, виконували роботу по господарству, наймалися рибалками. До поширення зубожіння серед казахських племен та родів призвело й захоплення їх територій Росією: поширилися самоправні захоплення земель, заборони на сінокосіння, вирубку деревини, користування водними ресурсами, рибальство, було запроваджено нові податки — ясак, ремонтний збір (1 голова з кожної сотні худоби), збір з байгушів (50 коп. на місяць).
Киргизи називали байгушами збіднілу частину населення, жебраків та волоцюг. Клас цей виник через безкінечні родові чвари, що відбувалися в киргизьких степах. Ця частина суспільства настільки зубожіла, що, на початку XIX століття могли за мізерну платню продати власних дітей в найми. Більшість байгушів жебракували, кочуючи натовпами між поселеннями, з дітьми, почасти голими, нерідко займалися грабунком, становили головний контингент серед конокрадів. Жили в старих юртах брудних аулів, наймалися за мізерну платню, неперебірливі в одязі та їжі, подеколи харчувалися й падлом. Становили, ніби, окрему касту, відрізняючись від степових киргизів мовою, звичаями та вірою. Іноді їх називали джатаками (бідняками).

## В мистецтві
Під час перебування Тараса Шевченка на засланні в Казахстані, цей суспільний стан було відображено ним в творчости. Зокрема, на картинах «Байгуші. Тарас Шевченко» та «Байгуші під вікном» («Державний кулак»), зображено дітей кочовиків, котрим дозволено жебракувати.